# Lourdes Grobet
 (juillet 2022).
Si vous disposez d'ouvrages ou d'articles de référence ou si vous connaissez des sites web de qualité traitant du thème abordé ici, merci de compléter l'article en donnant les références utiles à sa vérifiabilité et en les liant à la section « Notes et références ».
Pour les articles homonymes, voir Grobet.
Lourdes Grobet Argüelles (née le 25 juillet 1940 à Mexico et morte le 15 juillet 2022) est une photographe mexicaine, rendue célèbre par ses photographies des catcheurs mexicains de la Lucha libre.

## Biographie
Lourdes Grobet Argüelles naît à Mexico le 25 juillet 1940.
Elle étudie les arts plastiques à l'Universidad Iberoamericana de Mexico et le design graphique et la photographie  en Angleterre au Cardiff College of Art et au Derby College for Higher Education. Elle a participé à plus de cent expositions individuelles et collectives dans des lieux tels que le MoMA de New York et le MoMA de San Francisco ou des festivals tels que PHotoEspaña à Madrid.
Très influencée par Mathias Goeritz, un sculpteur polonais, originaire de Gdansk (Pologne) et par Arceves Navarro, un grand maître de l'art muraliste, mexicain, qui furent ses professeurs, Lourdes Grobet se reconnaît un troisième maître important dans l'évolution de son parcours artistique, El Santo, un des plus grands catcheurs, héros légendaire de la Lucha libre mexicaine (catch), qu'il personnifiera dans plus de cinquante films au cinéma. Depuis 1975, elle a réalisé plus de 11 000 photographies sur le thème de ce sport, importé des États-Unis dans le courant des années 1930 et devenu un phénomène important de la culture populaire du Mexique, en adoptant une attitude sociologique. Mettant aux prises des lutteurs costumés et masqués, ce sport-spectacle présente un aspect carnavalesque, très apprécié des Mexicains. Elle publie ce travail dans plusieurs livres : Lourdes Grobet: Lucha Libre (2005), Espectacular de Lucha Libre (2008), Lucha libre mexicana (2008).
En 1975, pour l'exposition Hora y media, elle transforme une galerie en laboratoire photographique. Elle y réalise des prises de vue qu'elle développe et effectue des tirages sans les fixer, qu'elle présente sur trois murs. Pendant que le public observe les images, grâce à l'éclairage inactinique, elle allume la lumière et les images disparaissent.
En 1977, elle présente Travelling, une exposition de photographies dans un ascenseur.
Elle est la première photographe contemporaine latino-américaine à rentrer dans les collections du Musée du Quai Branly (2009).
Elle est représentée en France depuis 2008 par la Galerie NegPos (Nîmes).
Parmi les autres travaux qu'elle a réalisés : Paisajes pintados, Teatro campesino, Strip Tease.
Lourdes Grobet meurt le 15 juillet 2022.

## Publications
- Se escoge el tiempo (On choisit le temps), (1983)
- Luciernagas (Lucioles) (1984)
- Bodas de Sangre (Noces de sang) (1987)
- Santo y Seña de los Recintos Históricos de la Universidad de México, Éd. Universidad Nacional Autónoma de México (1996)   (ISBN 9-6836-4630-1)
- Lourdes Grobet, Turner, (2004).  (ISBN 8-4750-6620-8) (OCLC 59354430)
- Lourdes Grobet: Lucha Libre, Editorial Trilce (2005)  (ISBN 1-9330-4505-1)
- Espectacular de Lucha Libre, Editorial Trilce (2008)  (ISBN 9-6890-4416-8)
- Lucha libre mexicana, Editorial Trilce (2008)  (ISBN 9-6890-4417-6)

## Expositions
- 2008 : Mexique multiple : Augustin Casasola, Marco Antonio Cruz, Lourdes Grobet, Pabllo Ortiz Monasterio, Emiliano Zapata, du 15 février 2008 au 20 avril 2008, Pavillon populaire, Montpellier.